# The Hillcrest Mystery
The Hillcrest Mystery er en amerikansk stumfilm fra 1918 af George Fitzmaurice.

## Medvirkende
- Irene Castle som Marion Sterling
- J. H. Gilmour som Thomas Sterling
- Ralph Kellard som Gordon Brett
- Wyndham Standing som Hugo Smith
- DeWitt Jennings som Tom Cameron